# Petkana Makaveeva
Petkana Bogdanova Makaveeva (in bulgaro Петкана Богданова Макавеева?; Lipen, 4 ottobre 1952) è un'ex cestista bulgara.

## Carriera
Con la Bulgaria ha disputato due edizioni dei Giochi olimpici (Montréal 1976, Mosca 1980), due dei Campionati mondiali (1983, 1986) e cinque dei Campionati europei (1974, 1976, 1980, 1981, 1983).